# Número de Smarandache-Wellin
En matemáticas, un número de Smarandache-Wellin es un número entero que en una base dada es la concatenación de los primeros n números primos escritos en esa base. Reciben el nombre de Florentin Smarandache y de Paul R. Wellin.
Los primeros números de Smarandache-Wellin en el sistema decimal son:
2, 23, 235, 2357, 235711, 23571113, 2357111317, 235711131719, 23571113171923, 2357111317192329, ... (sucesión A019518 en OEIS).

## Primos de Smarandache-Wellin
Un número de Smarandache-Wellin que también es primo se denomina primo de Smarandache-Wellin. Los tres primeros son 2, 23 y 2357 (sucesión A069151 en OEIS). El cuarto tiene 355 dígitos: es el resultado de concatenar los primeros 128 números primos, hasta el 719.
Los números primos al final de la concatenación en los números primos de Smarandache-Wellin son
2, 3, 7, 719, 1033, 2297, 3037, 11927, ... (sucesión A046284 en OEIS).
Los índices de los números primos de Smarandache-Wellin en la secuencia de números de Smarandache-Wellin son:
1, 2, 4, 128, 174, 342, 435, 1429, ... (sucesión A046035 en OEIS).
El número 1429 de Smarandache-Wellin es un probable primo con 5719 dígitos que terminan en 11927, descubierto por Eric W. Weisstein en 1998. Si se demuestra que es primo, será el octavo número primo de Smarandache-Wellin. En marzo de 2009, la búsqueda de Weisstein demostró que el índice del próximo número primo de Smarandache-Wellin (si existe) es al menos 22077.